# Žďár u Nové Včelnice
Žďár (deutsch Schdiar) ist eine Gemeinde mit 75 Einwohnern in Tschechien. Sie liegt in 505 m ü. M. im Tal der Kamenice und gehört dem Okres Jindřichův Hradec an.

## Geographie

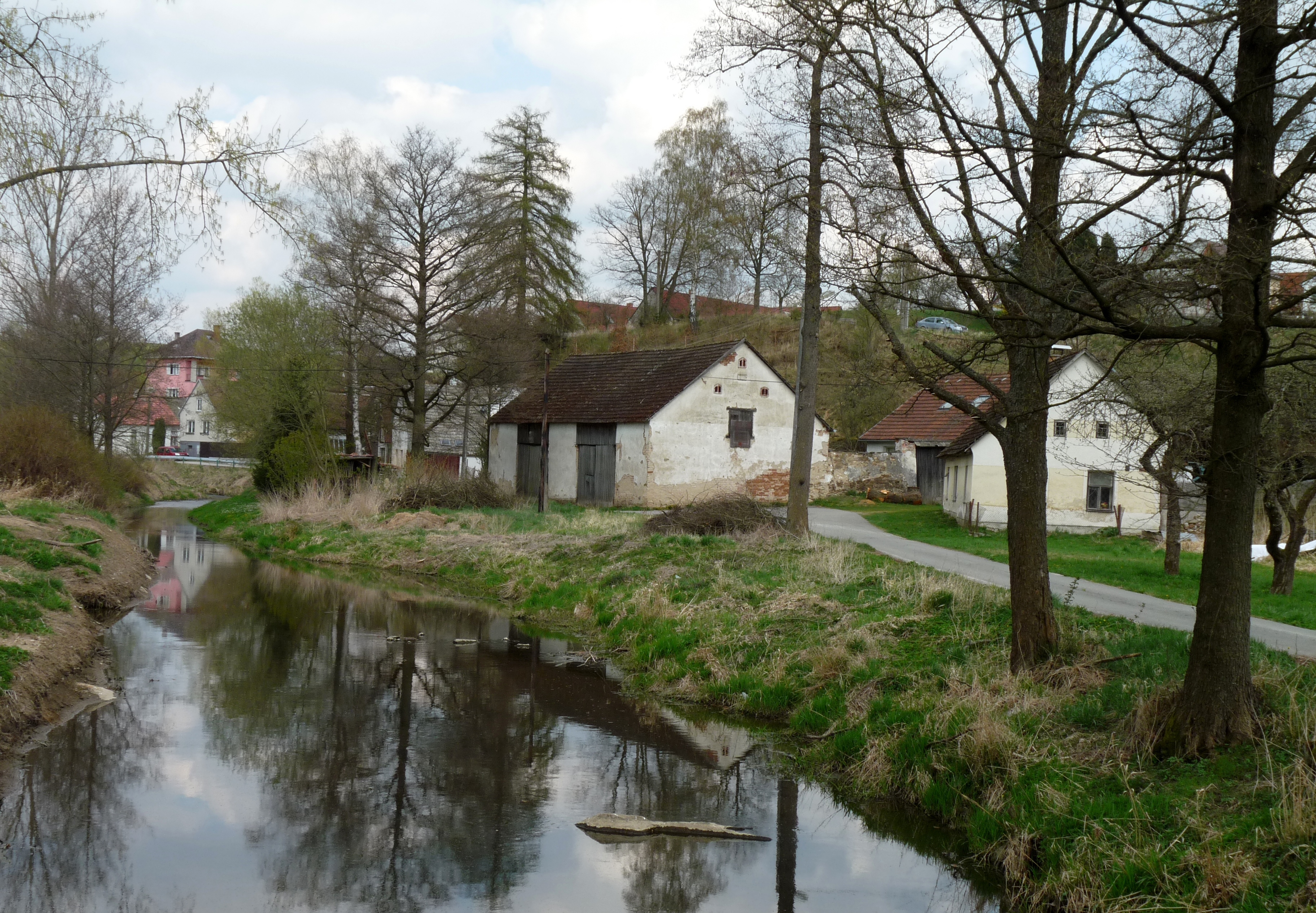
Žďár

Žďár befindet sich einem Kilometer nördlich der Stadt Nová Včelnice, Gemeindefläche beträgt 713 ha.
Nachbarorte sind Nová Včelnice im Süden, Vlčetinec, Dívčí Kopy und Hadravova Rosička im Westen sowie Vodná im Norden und Štítné im Osten.

## Geschichte
Erstmals erwähnt wurde der Ort im Jahre 1420.

## Gemeindegliederung
Die Gemeinde Žďár besteht aus den Ortsteilen Malá Rosička (Klein Rositschka) und Žďár, die zugleich auch Katastralbezirke bilden.